# Micuhisa Taguči
Micuhisa Taguči (14. února 1955 – 12. listopadu 2019) byl japonský fotbalista.

## Klubová kariéra
Hrával za Mitsubishi Motors.

## Reprezentační kariéra
Micuhisa Taguči odehrál za japonský národní tým v letech 1975–1984 celkem 59 reprezentačních utkání.

## Statistiky
| Japonsko | Japonsko | Japonsko |
| Roky     | Záp.     | Góly     |
| -------- | -------- | -------- |
| 1975     | 1        | 0        |
| 1976     | 3        | 0        |
| 1977     | 5        | 0        |
| 1978     | 13       | 0        |
| 1979     | 8        | 0        |
| 1980     | 4        | 0        |
| 1981     | 4        | 0        |
| 1982     | 8        | 0        |
| 1983     | 9        | 0        |
| 1984     | 4        | 0        |
| Celkem   | 59       | 0        |